# Torsplan
Torsplan är en plats i nordvästra delen av Vasastan i Stockholms innerstad där Torsgatan övergår i Solnavägen och korsar Norra Stationsgatan. 

## Allmänt
Torsplan (ursprungligen Torsplanen) fick sitt namn i samband med Stockholms gatunamnrevision 1885 och tillhörde kategorin den nordiska gudaläran. Torsplan gränsar i norr mot stadsdelen Hagastaden. Torsplan omges av fyra nya kvarter: Isotopen, Fraktalen, Helix och Innovationen. I samband med att området har bebyggts så har även Norra tornen uppförts i kvarteren Helix och Innovationen.

## Galleri

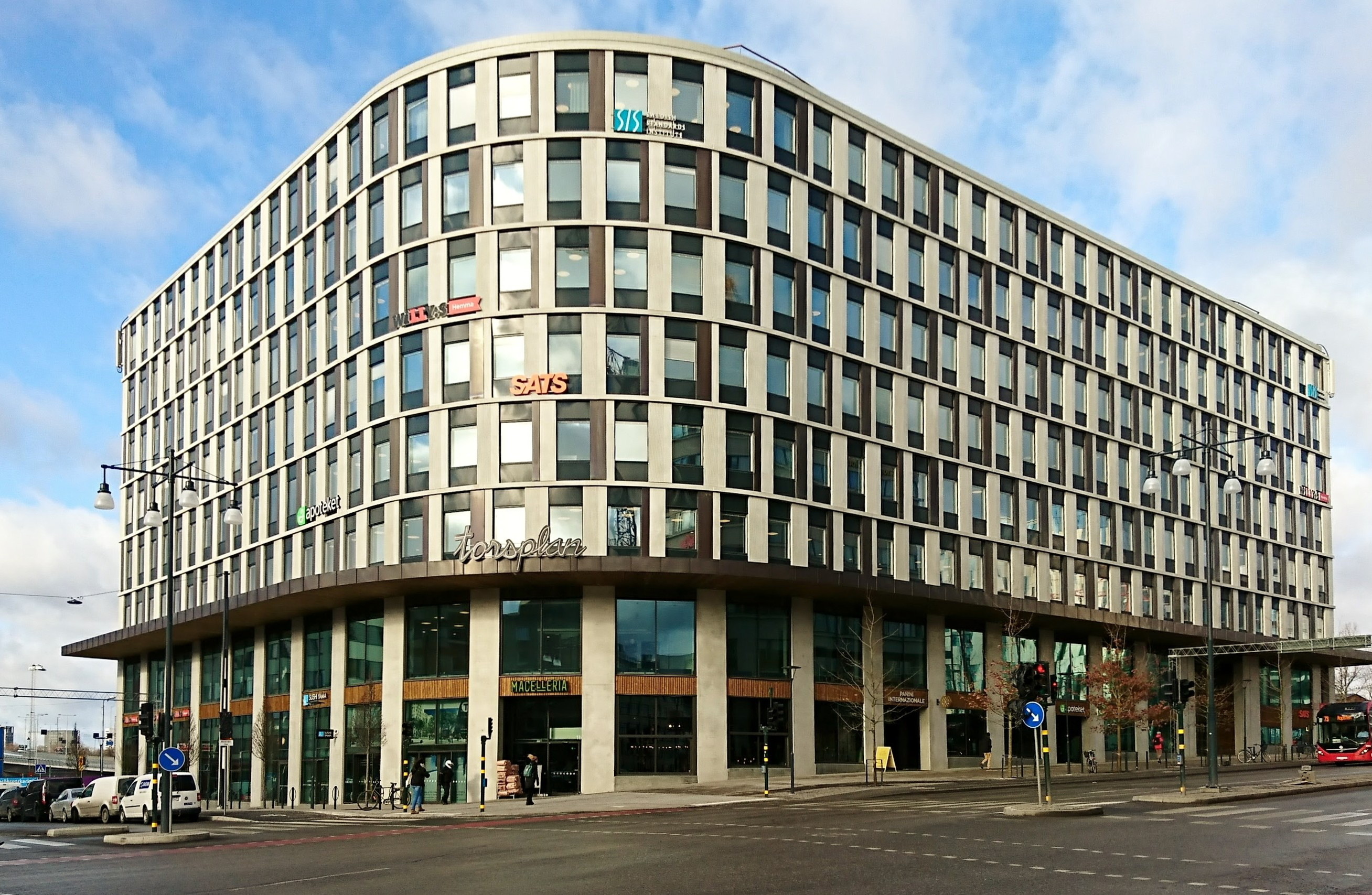
Kvarteret "Isotopen" ritad av Peter Walker, Bau Arkitekter.
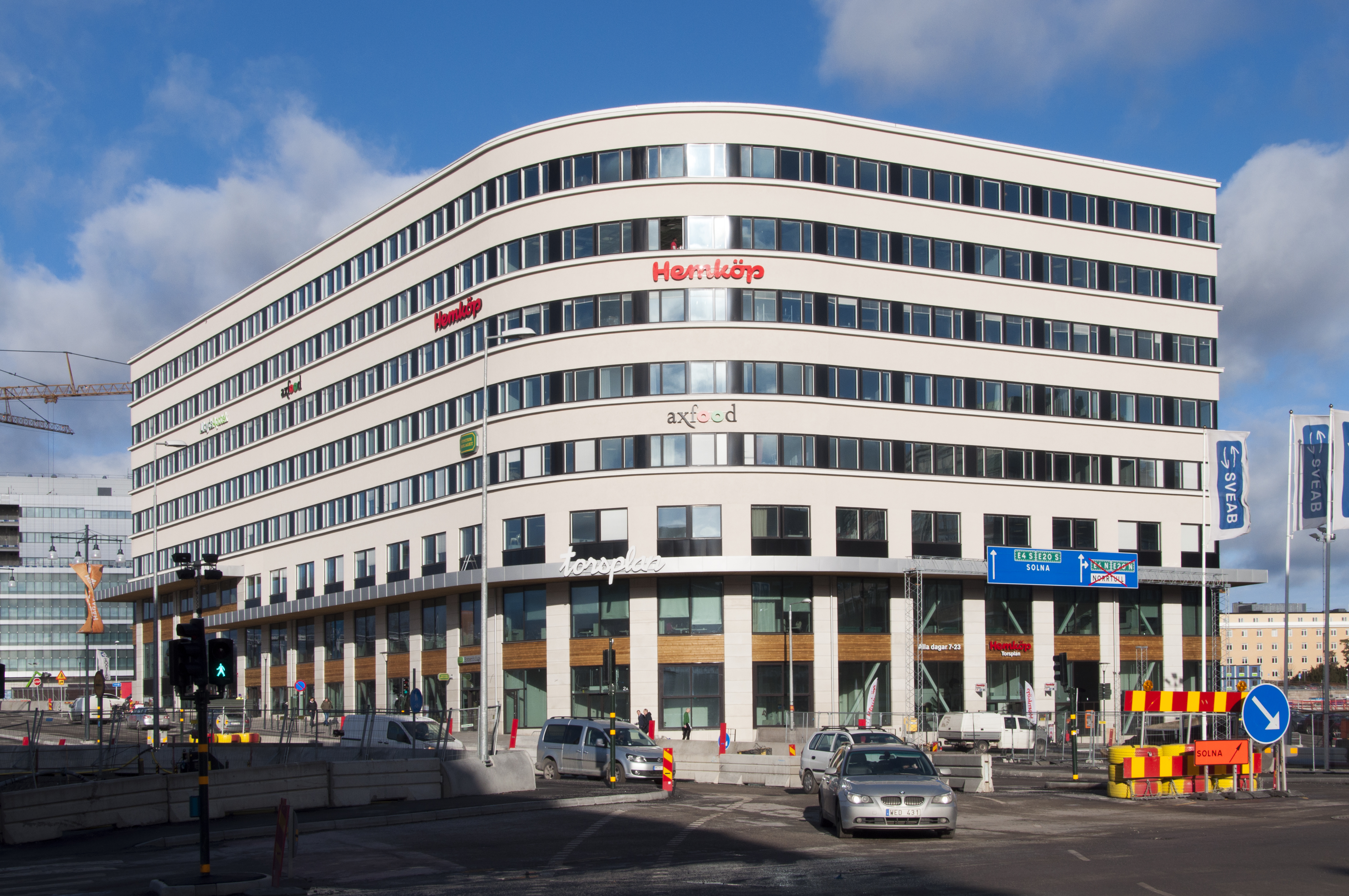
Kvarteret "Fraktalen" ritad av Peter Walker, Bau Arkitekter.
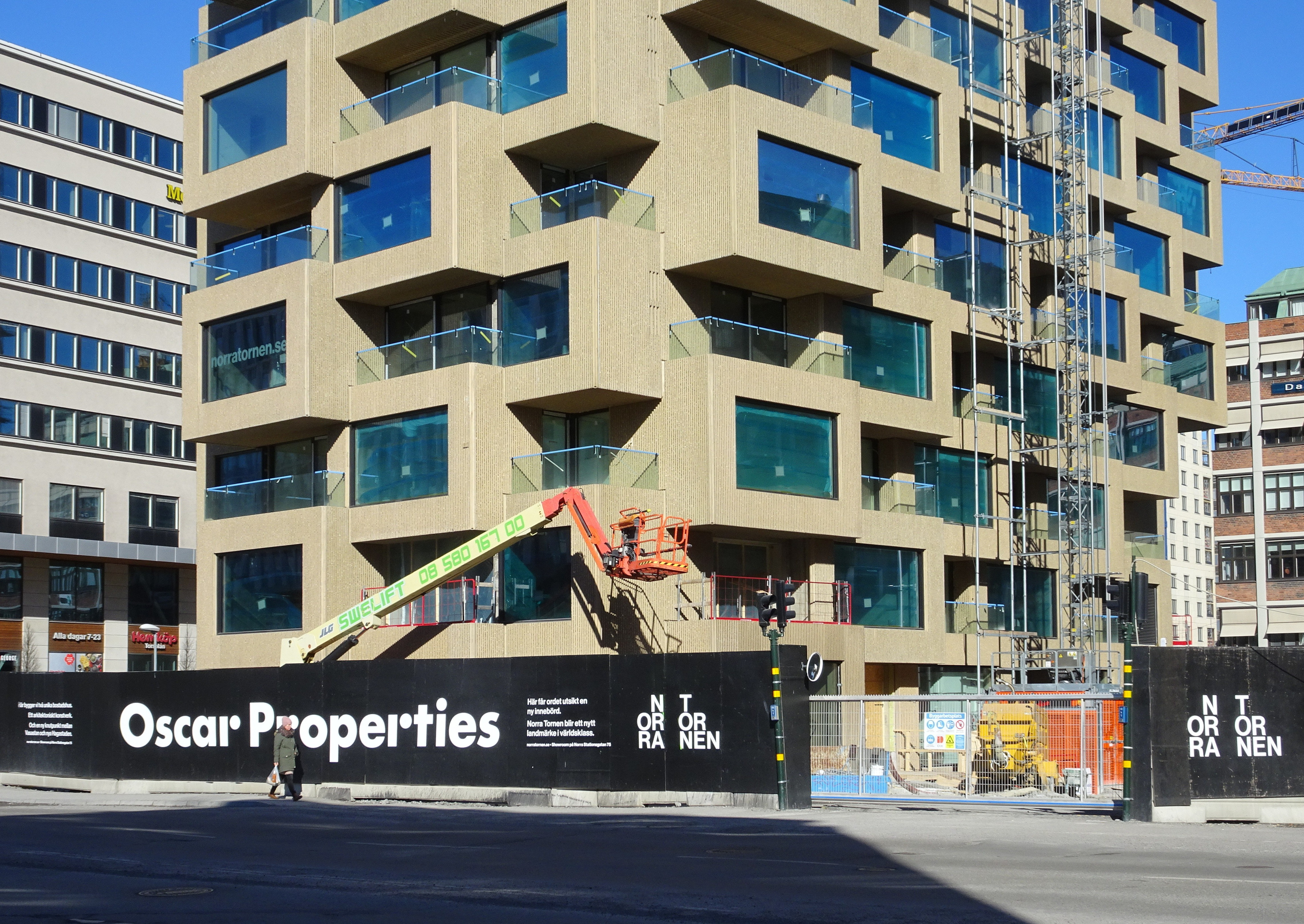
Kvarteret "Innovationen", Norra tornen, ritad av Office for Metropolitan Architecture.
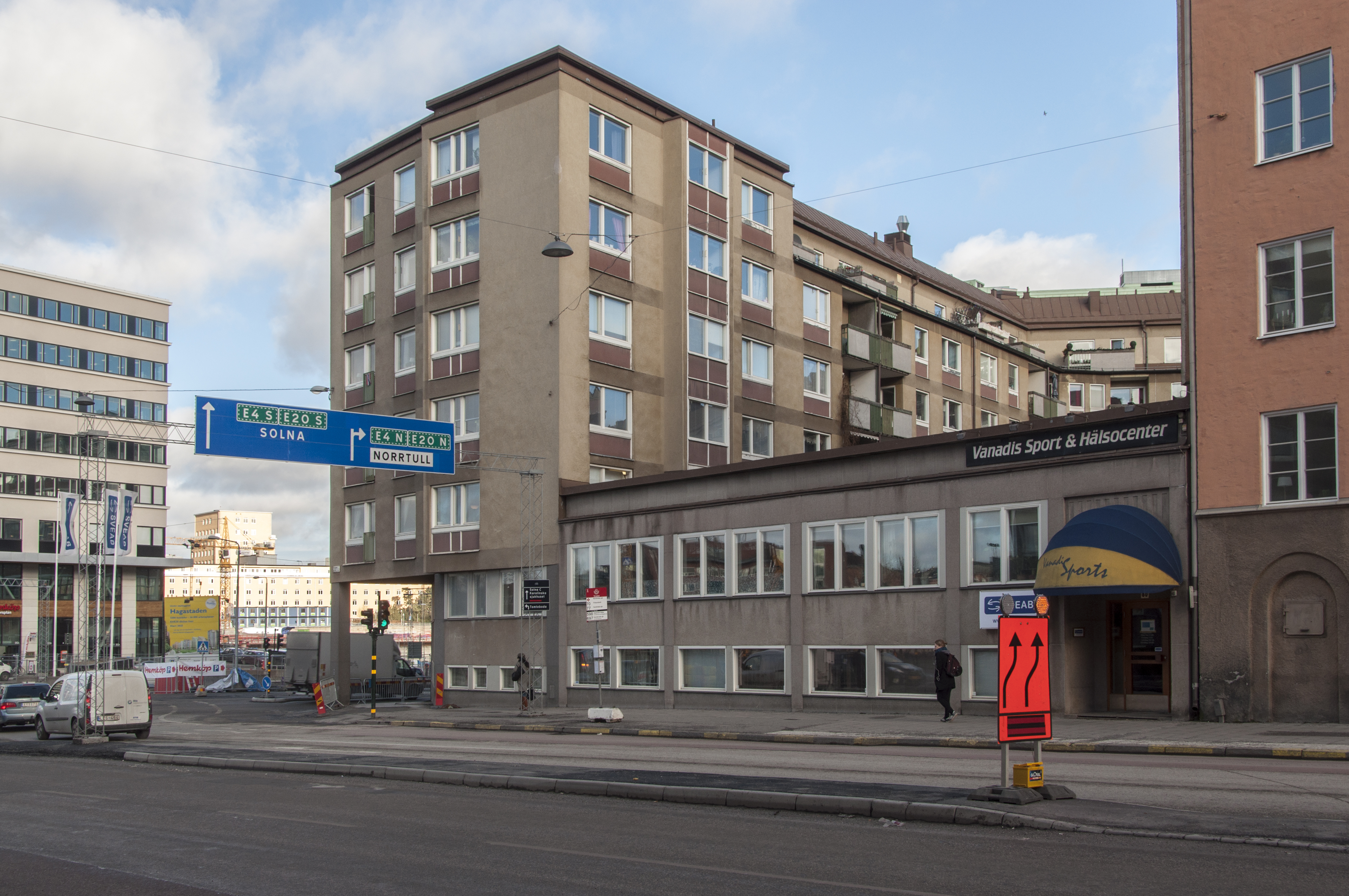
Kvarteret "Myrstacken", nybyggnadsår 1964-1967 för AB Stockholmshem.